# Horten (Norvège)
Horten est une commune de Norvège située dans le comté de Vestfold, dans le fjord d'Oslo.

## Description
Horten borde Tønsberg au sud et à l'ouest et Holmestrand au nord. Les trois quarts des habitants de la commune vivent dans le faubourg de Horten. Dans la commune, on trouve les petites villes de Åsgårdstrand et Borre sur la côte au sud, et Nykirke et Skoppum.
La ville fut la principale base navale de la Marine royale norvégienne jusqu'en 1963. De ce fait, la vieille ville est assez historique, et ses bâtiments sont historiques. Lors de la Seconde Guerre mondiale, les armées anglaises ont détruit la ville et sa base navale, donc quelques bâtiments modernes ne sont pas identiques aux constructions originales. 
Après la réforme des districts de 2020, Horten se trouve dans le nord extrême de la nouvelle région « Vestfold og Telemark ».

## Personnalités liées à la commune
- Marie Geelmuyden (1856-1935), chimiste norvégienne, enseignante et auteur de manuels scolaires.
- Marie Høeg (1866-1949), photographe et suffragette norvégienne.
- Eidé Norena (née Hansen, 1884-1968), chanteuse d'opéra.

## Lacs et îles de la commune
Lacs :
- Adalstjern ;
- Borrevannet.

Îles :
- Bastøy ;
- Lort ;
- Løvøya ;
- Mellomøya ;
- Vealøs  ;
- Østøya.

## Aires protégées
- Réserve naturelle d'Adalstjern
- Réserve naturelle de Borrevannet
- Réserve naturelle de Bliksekilen
- Réserve naturelle de Buvika/Rødskjær
- Réserve naturelle de Falkensten
- Réserve naturelle de Falkenstendammen
- Réserve naturelle de Fjugstad
- Réserve naturelle de Frebergsvik
- Réserve naturelle de Løvøya
- Réserve naturelle de Vealøs
- Zone de protection du paysage de Bastøy
- Zone de conservation du biotope de Bueskjær
- Zone de protection des plantes de Mellomøya

## Autre
- Musée de la marine royale norvégienne